# BOBO (男子團體)
BOBO組合，由井柏然、付辛博兩人組成的雙人男子團體，華誼兄弟音乐公司旗下藝人。

## 簡介

### 團體由來
2007年，井柏然、付辛博共同參加了，由上海東方衛視主辦的的選秀節目加油好男兒。比賽早期，兩人在不同賽區沒有太多交集。2007年5月8日，由於一次錄制《新娛樂大都會》節目的機會，兩人開始結爲朋友。比賽期間井柏然與付辛博感情甚好，由於名字中各帶有個〈BO〉字，fans將兩人戲稱爲「BOBO」。伴隨比賽的深入，兩人之間的感情越發堅固，喊出了「BOBO永在」的口號。2007年7月21日，好男兒王戰，井柏然、付辛博分別奪得冠軍和季軍。決賽當日，華誼兄弟總裁王中磊上臺正式宣佈，將其二人打造成爲BoBo組合。組合在2007年8月31日正式簽約華誼兄弟，從此踏入娛樂圈，BOBO組合則是內地第一支花美男式的組合。2007年到2010年間共發行了光榮、世界之大、Let's BoBo、青春進行時、微客帝國、全城熱戀等影視歌作品。
2010年9月1日，成員井柏然在北京和種子音樂正式簽約，同年12月，並和同公司的師姐郭書瑤一同發行了暖暖手EP，其專輯內並收入一首由井柏然獨唱的井字遊戲正式進軍台灣市場；2011年3月6日，另一位成員付辛博則在北京和金牌大風簽約。同月，將發行首本付辛博寫真暫停的時光，BoBo組合正式宣告解散。

## 作品

### 電視劇集
| 年份 | 播出頻道（地區）             | 劇集名稱         | 角色          | 備註     | 同片演員       |
| 2009 | 東方衛視（中國） MBC（韓國） | 青春進行時       | 井柏然 付辛博 |          | 張馨予、何琢言 |
| 2010 | （中國）                     | 兩個女孩的那些事 | 考官          | 客串演出 |                |

#### 井柏然個人戲劇
| 年份 | 播出頻道（地區）                    | 劇集名稱                   | 角色   | 備註              | 同片演員     |
| 2008 | 各大衛視（中國） 各大地方台（中國） | 向周星馳致敬先之女孩衝衝衝 | 井小喬 | 獲獎戲劇          | 黃聖依、楊子 |
| 2011 | 超視（台灣）                        | Yo天使                     | 張承佑 | 33故事館 音樂特辑 | 郭書瑤、唐川 |

### 電影
- 截至現時為止曾參與3部電影演出，依上映年份如下：

| 年份 | 影片名稱   | 角色                | 備註     | 同片演員                                                           |
| 2007 | 李米的猜想 | 出租乘客            | 客串演出 | 周迅                                                               |
| 2009 | 美味情歌   | 張哲(井) 張藝男(付) |          | 吳佩慈                                                             |
| 2010 | 全城熱戀   | 小方(井) 大福(付)   |          | 謝霆鋒、張學友、劉若英、徐若瑄、徐熙媛、段奕宏、蔡卓妍、Angelababy |

#### 井柏然個人
- 截至現在井柏然個人曾參與1部電影演出，依上映年份如下：

| 年份 | 影片名稱 | 角色 | 備註 | 同片演員                                                 |
| 2011 | 全球熱戀 | 聞風 |      | 劉若英、郭富城、桂綸鎂、陳奕迅、徐帆、劉金山、Angelababy |

#### 付辛博個人
- 截至現在付辛博個人曾參與1部電影演出，依上映年份如下：

| 年份 | 影片名稱 | 角色   | 備註 | 同片演員   |
| 2008 | 微客帝國 | 王少雄 |      | 陸毅、黄渤 |

### 專輯
- 好男兒站出來（合輯）（2007）

- 光榮（EP）（2007）

- 世界之大 (Q版本&Cool版本)（2008）

- Let’s bobo （2010）

#### 其他歌曲
- 傾國傾城 (央視傾國傾城節目主题曲) (2008)
- 大中國 (2008年中國國慶) (2008)
- 一愛到底 (電影美味情歌 電影主題曲) (2009)
- 活力閃耀 (華誼群星) (上海世博會民營館主題曲) (2009)

### 寫真書籍
- 2007年〈BOBO·雙城記憶〉
- 2008年〈BOBO王子進化論〉
- 2008年〈影音志BOBO逆風〉

## 廣告代言
- 常州中華恐龍園
- 資生堂－水之印
- NOKIA 3500c
- Azzaro Now香水
- OPPO Real 音乐手机 T5 T9
- OPPO首款触控高清MP4 S39
- 百事美年达

## 獎項
- 2007年 无锡七彩假日颁奖典礼最受欢迎组合
- 2007年 无锡七彩假日颁奖典礼金曲《光荣》
- 2007年 BQ年度优质偶像
- 2007年 腾讯星光大典最佳潜力组合
- 2007年 新浪网络盛典年度人气组合
- 2008年 第二届中国移动无线音乐颁奖盛典无线音乐搜索超人气新人
- 2007年《9＋2音乐先锋榜》网上最具人气先锋歌手（乐队组合）
- 2007年Music Radio中国TOP排行榜金曲《光荣》
- 2007年 Music Radio中国TOP排行榜内地最受欢迎组合
- 2008年 大学生音乐节最受大学生欢迎新人奖
- 2008年 第一届中国海西时尚娱乐盛典最具人气组合大奖
- 2008年 第八届全球华语歌曲排行榜最受欢迎组合奖
- 2008年 BQ新锐歌手
- 2008年 首届蒙牛酸酸乳音乐风云榜新人盛典内地最佳新人奖
- 2008年度盘点最热门内地歌手组合 百度搜索：127,287,090次
- 2008年度盘点最热门十大金曲第三名《假如》百度搜索：92,180,071次
- 2008年 新娱乐慈善群英会年度慈善新人
- 2008年 MusicRadio中国TOP排行榜内地年度金曲《时刻准备着》
- 2008年 MusicRadio中国TOP排行榜内地最受欢迎组合

## 外部連結
- 華誼經紀明星網
- 付辛博blog（页面存档备份，存于）
- 井柏然blog（页面存档备份，存于）
- 井柏然 新浪微博（页面存档备份，存于）
- 付辛博 新浪微博（页面存档备份，存于）